# دختر ناپاک‌زاده
«دختر ناپاک‌زاده» (انگلیسی: Achhut Kannya) یک فیلم هندی در سبک رمانتیک است که در سال ۱۹۳۶ منتشر شد. از بازیگران آن می‌توان به دویکا رانی اشاره کرد.

## موضوع فیلم
پراتاپ(آشوک کومار) و کاستوری(دویکا رانی) از بچگی با هم بزرگ شده‌اند و عمیقاً همدیگر را دوست دارند. اما مشکل اینجاست که پراتاپ یک برهمن است و کاستوری از طبقه نجس جامعه هند است.